# Naučná stezka vojenské historie Králíky
Naučná stezka vojenské historie Králíky je turistická naučná trasa na severním okraji města Králíky v Hanušovické vrchovině a v Králické pevnostní oblasti.
Naučná stezka je 4,5 kilometru dlouhá a je vyznačena značkami běžně Klubem českých turistů používanými k vyznačování naučných stezek. Účelem zřízení trasy bylo propojení centra města Králíky a trojice vojenských muzeí nacházejících se na severním okraji města, jakož i dalších lokalit zajímavých z pohledu zdejší vojenské historie. Na trase je zřízeno třináct tematických informačních tabulí v pěti jazycích. V seznamu tras KČT má číslo 9497.
Trasa naučné stezky není jednoduše okružní, ale skládá se z hlavního a vedlejšího okruhu, propojky a odboček. Počátek a konec stezky se nachází na králickém Velkém náměstí, kde se zároveň nalézá Městské muzeum Králíky, turistické informační centrum a východiště značených cest na Králický Sněžník, Horu Matky Boží či k dělostřelecké tvrzi Bouda. Trasa vede z náměstí východním směrem ulicí Jana Opletala, překonává Králický potok a v ulici Ke Skalce se napojuje na hlavní okruh. Poté vede pěšinou severním a severovýchodním směrem k vstupnímu areálu muzejně zpřístupněné dělostřelecké tvrze Hůrka. K vlastnímu vchodu do muzea je z hlavního okruhu zřízena krátká značená odbočka jihovýchodním směrem. Hlavní trasa pokračuje na severovýchod k silnici II/312 Králíky - Hanušovice, kde se prudce stáčí na západ na zpevněnou polní cestu. Následuje odbočka k severozápadu, která vede do vrcholového prostoru kóty 666 m Výšina, kde na ní navazuje kratší vedlejší okruh obcházející zde umístěné bojové objekty tvrze Hůrka a vyhlídkový bod na Králický Sněžník. Hlavní trasa klesá západním směrem podél areálu vojensko-historických bojových ukázek Akce Cihelna k silnici III/31224 Králíky - Prostřední Lipka, kde se nachází areál Vojenského muzea Králíky a rovněž muzejně zpřístupněný pěchotní srub K-S 14 "U Cihelny". Ke vstupům do obou muzeí je opět zřízena krátká značená odbočka severním směrem. Hlavní trasa se prudce stáčí jihovýchodním směrem a vede po zpevněné polní cestě zpět k městu Králíky do ulice Ke Skalce na křižovatku s odbočkou vedoucí na Velké náměstí ke koncovému bodu stezky.